# (11667) Testa
(11667) Testa ist ein Asteroid des Hauptgürtels, der am 19. Oktober 1997 von den italienischen Astronomen Luciano Tesi und Andrea Boattini am Osservatorio Astronomico della Montagna Pistoiese (IAU-Code 104) in der Toskana entdeckt wurde.
Der Asteroid wurde am 24. Januar 2000 nach dem italienischen Amateurastronomen Augusto Testa (* 1950) benannt.